# Karl Johann Gustav von Ekesparre

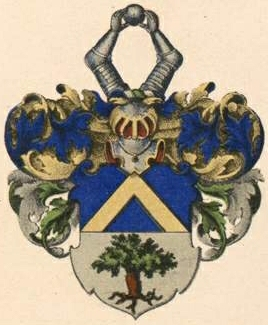
Wappen der Adelsfamilie Ekesparre

Karl Johann Gustav von Ekesparre, Herr auf Kandel (* 16. August 1746 in  Würtzen; † 15. Juli 1806 in Kadvel) war ein Offizier und Landespolitiker auf der baltischen Insel Ösel.

## Leben
Nach seiner militärischen Laufbahn, die er als Major beendete, wurde er für die Öselsche Ritterschaft Kreisrichter. In den Jahren 1740/41 war er gemeinsam mit dem Landrat von Stackelberg als Deputierter der Ritterschaft zum Herzog von Kurland und Semgallen entsandt um die Interessen der Insel Ösel zu vertreten. Danach war er als Landrat tätig und wurde von 1797 bis 1800 zum Landmarschall gewählt. Seit 1760 war er Eigentümer von Würtzen und 1772 von Jerwemetz auf Ösel.

## Familie
Karl Johann Gustav stammte aus dem alt eingesessenen schwedisch-baltischen Adelsgeschlecht von Ekesparre. Sein Vater war Karl Gustav von Ekesparre (1721–1800), russischer Major, Gerichtsassistent und später Richter. Er war mit Christina Wilhelmine Maria von Osten-Sacken (1726–1811) verheiratet. Die Geschwister Karl Johann Gustavs waren:
- Reinhold Matthias von Ekesparre (1750–1804), finnischer Major, verheiratet mit Juliane Govenia (* 1766)
- Gustaviana Christina von Ekesparre (1748–1753)
- Katharina Wilhelmine Louise von Ekesparre (1757–1813), verheiratet mit Matthias Christoph von Buxhoeveden (1754 – 1814), Staatsrat, Landrat
- Sophia Magdalene von Ekesparre (1753–1835)
- Hedwig Charlotte von Ekesparre (1755–1835)
- Friedrich Magnus von Ekesparre, Herr auf Zerell (1759–1834), Generalmajor, verheiratet mit Juliane Louise von Tunzelmann (* 1793)
- Peter Alexander von Ekesparre (1762–1813), Ingenieur, Schulinspektor, verheiratet mit Ottilie Charlotte von Weissmann von Weissenstein (1774–1794)
- Eleonora Maria von Ekesparre (* 1762)
- Anna Johanna Christina von Ekesparre (* 1760)
- Otto Jakob von Ekesparre (1763–1809), Gerichtsassistent, Sekretär der Öselschen Ritterschaft, verheiratet mit Juliana Lovisa von Lingen (1764–1821)

Karl Johann Gustav heiratete 1775 Margaretha Elisabeth Guillemot de Villebois, eine Tochter des russischen Generalmajors Daniel Guillemot de Villebois. Ihr einziges Kind war Christine Dorothea von Ekesparre (1778–1857), die mit Peter Ludwig von Güldenstubbe (1772–1819) verheiratet war.